# Domul din Köln
Domul din Köln (în germană Kölner Dom) este un monument istoric și de arhitectură, catedrală a Arhiepiscopiei romano-catolice de Köln, una din cele mai vechi episcopii din Germania. Patronul protector al domului este Sfântul Petru. Această catedrală este cea mai mare biserică din Germania și este considerată a fi și cea mai mare din Europa de Nord, și una dintre cele mai mari din lume.

## Caracteristici

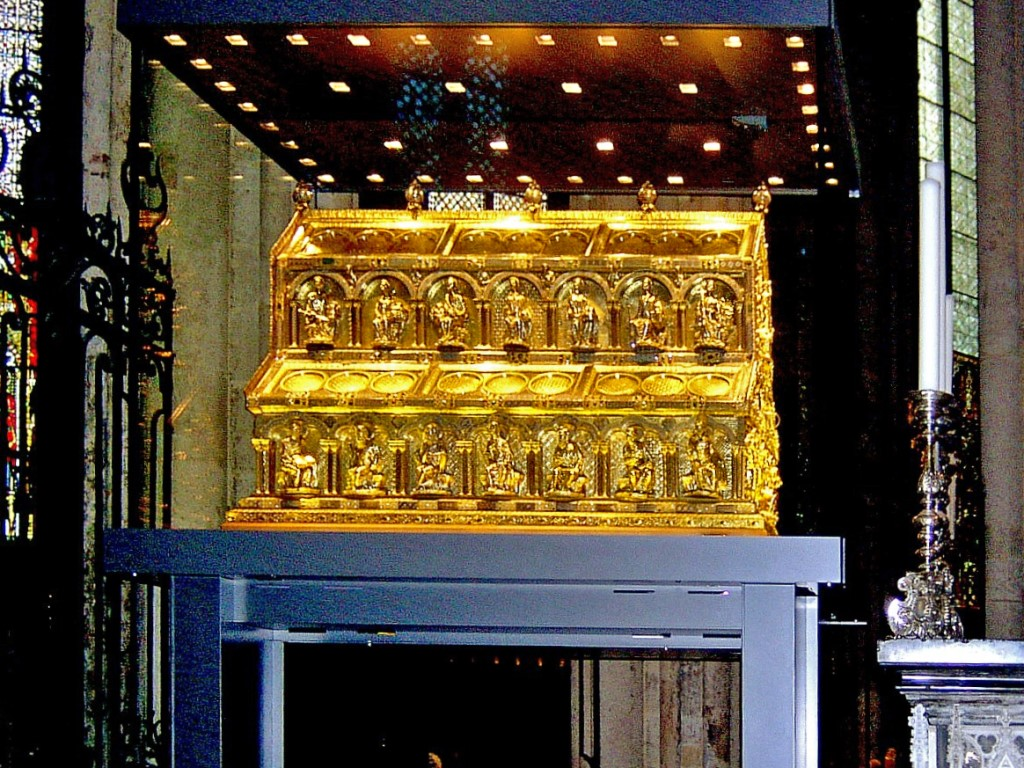
Chivotul cu presupusele oseminte ale celor trei crai de la răsărit.

Catedrala din Köln a fost construită între anii 1248-1473 și este un important loc de pelerinaj deoarece aici se află moaștele Celor Trei Magi. Actuala catedrală a fost construită din ordinul arhiepiscopului Konrad von Hochstaden, pe locul uneia din secolul al VIII-lea. Catedrala are o înălțime de 157 m, fiind - după Münsterul din Ulm - a doua biserică ca înălțime în Germania. Ea este situată pe marginea de nord a graniței de odinioară a așezării romane, fiind în imediata apropiere a Gării Köln și a podului Hohenzollernbrücke, precum și a unor muzee ale orașului. Fluviul Rin se află la cca. 250 m de clădirea domului care se află pe o colină putând fi văzut din depărtare. Construcția impozantă a domului a fost clădită în stil gotic, asemănător catedralelor din Sevilla și Milano. Se poate observa combinarea armonioasă a elementelor arhitectonice a stilului gotic medieval. Fațada gigantică de vest, flancată de cele două turnuri, ocupă o suprafață de peste 7.100 m2. Între anii 1880-1884 domul a fost cea mai înaltă clădire din lume. Domul din Köln este declarat din anul 1996 patrimoniu mondial UNESCO. În anul 2001 au vizitat domul 6 milioane de turiști din lumea întreagă, iar în anul 2005 a fost vizitat de papa Benedict al XVI-lea.

## Fotogalerie

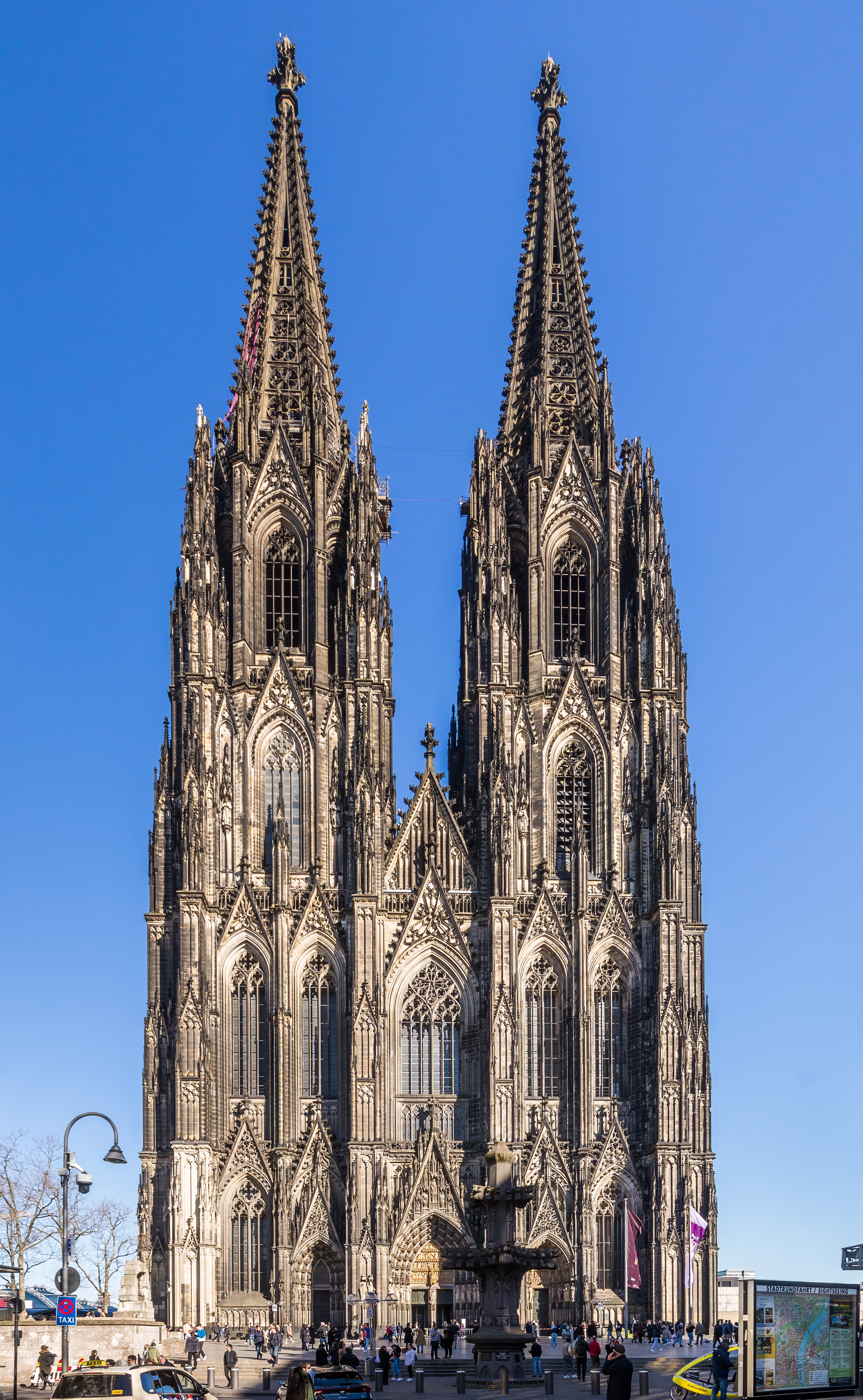
Fațada
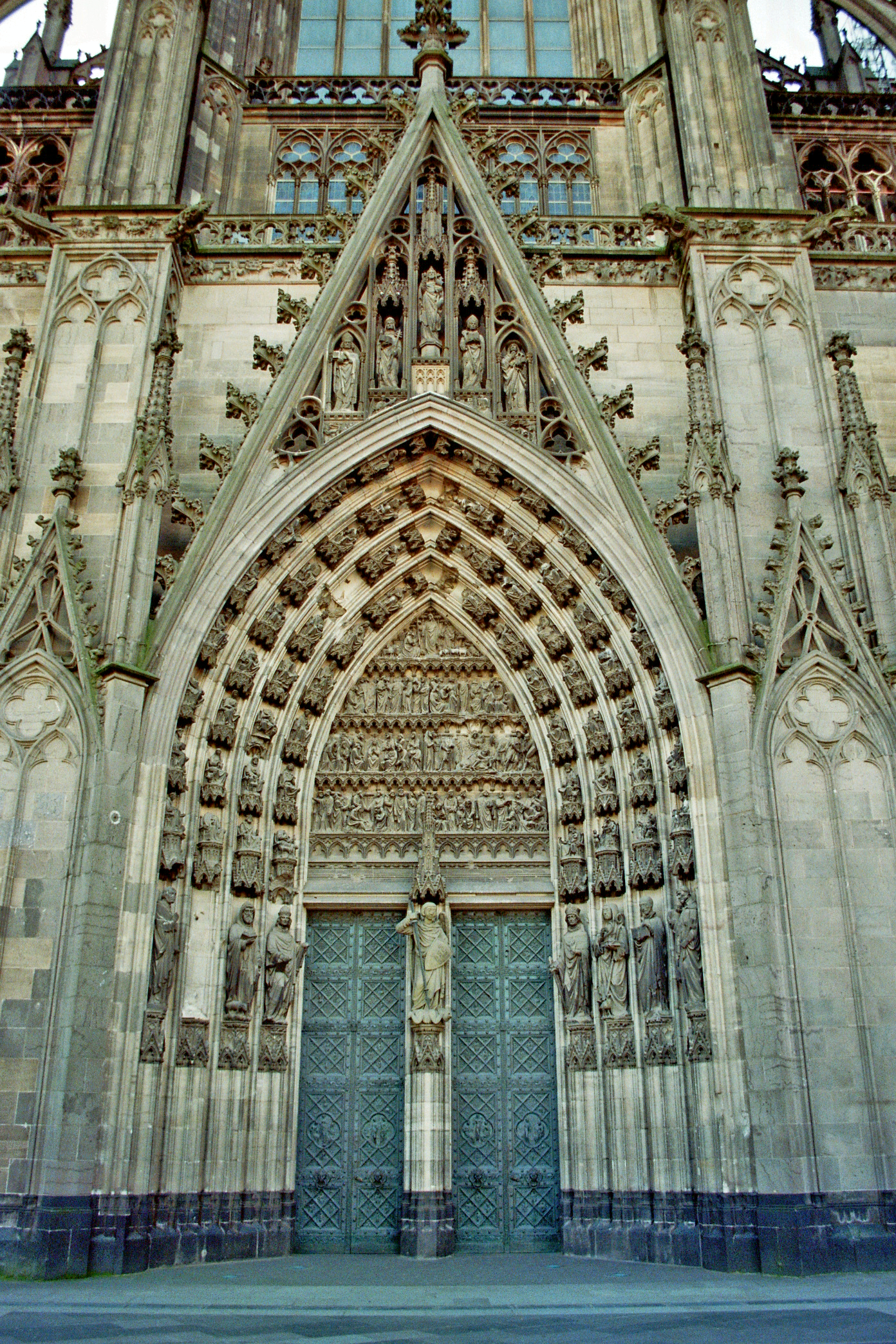
Portalul de la intrare
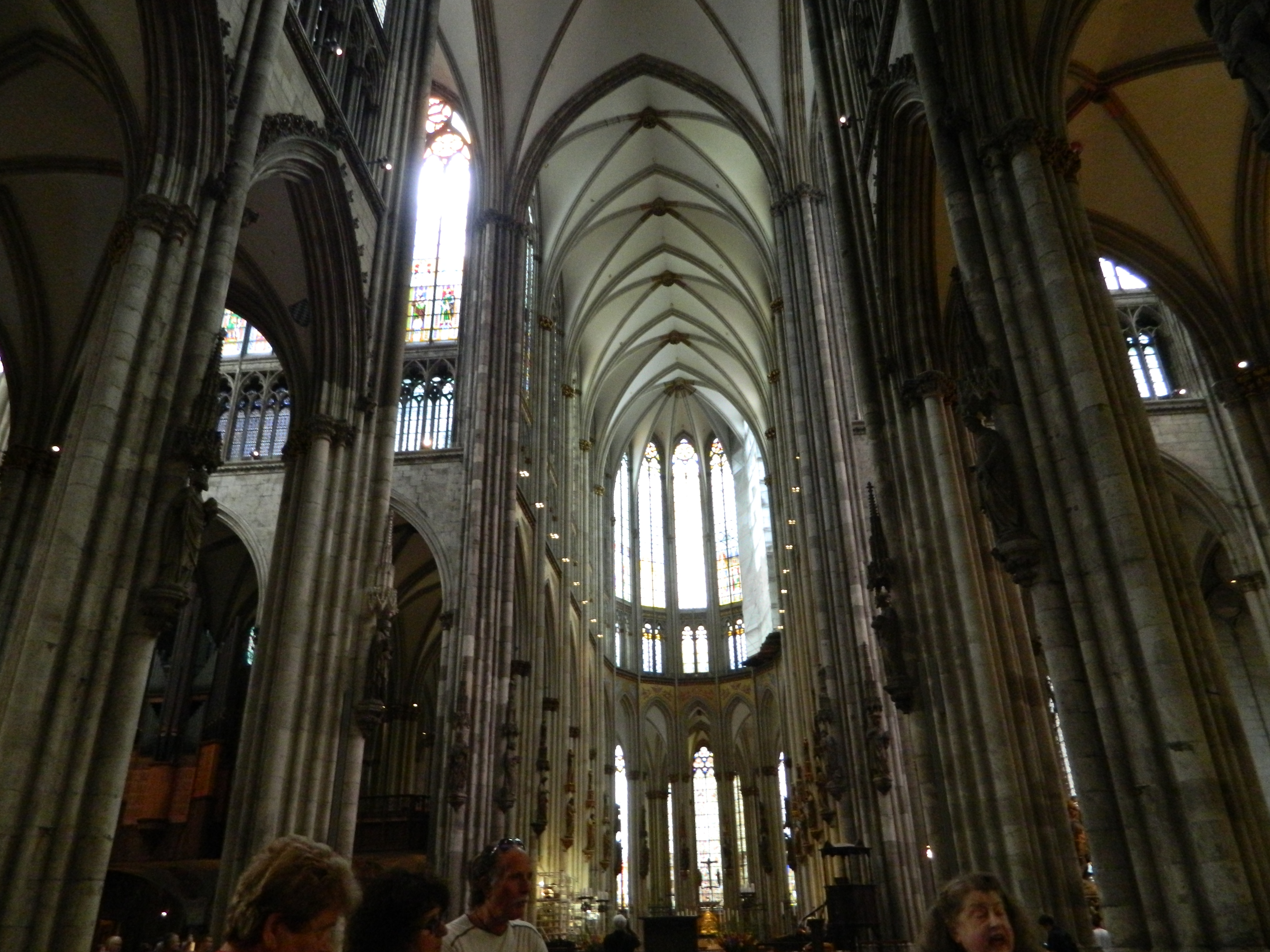
Interior
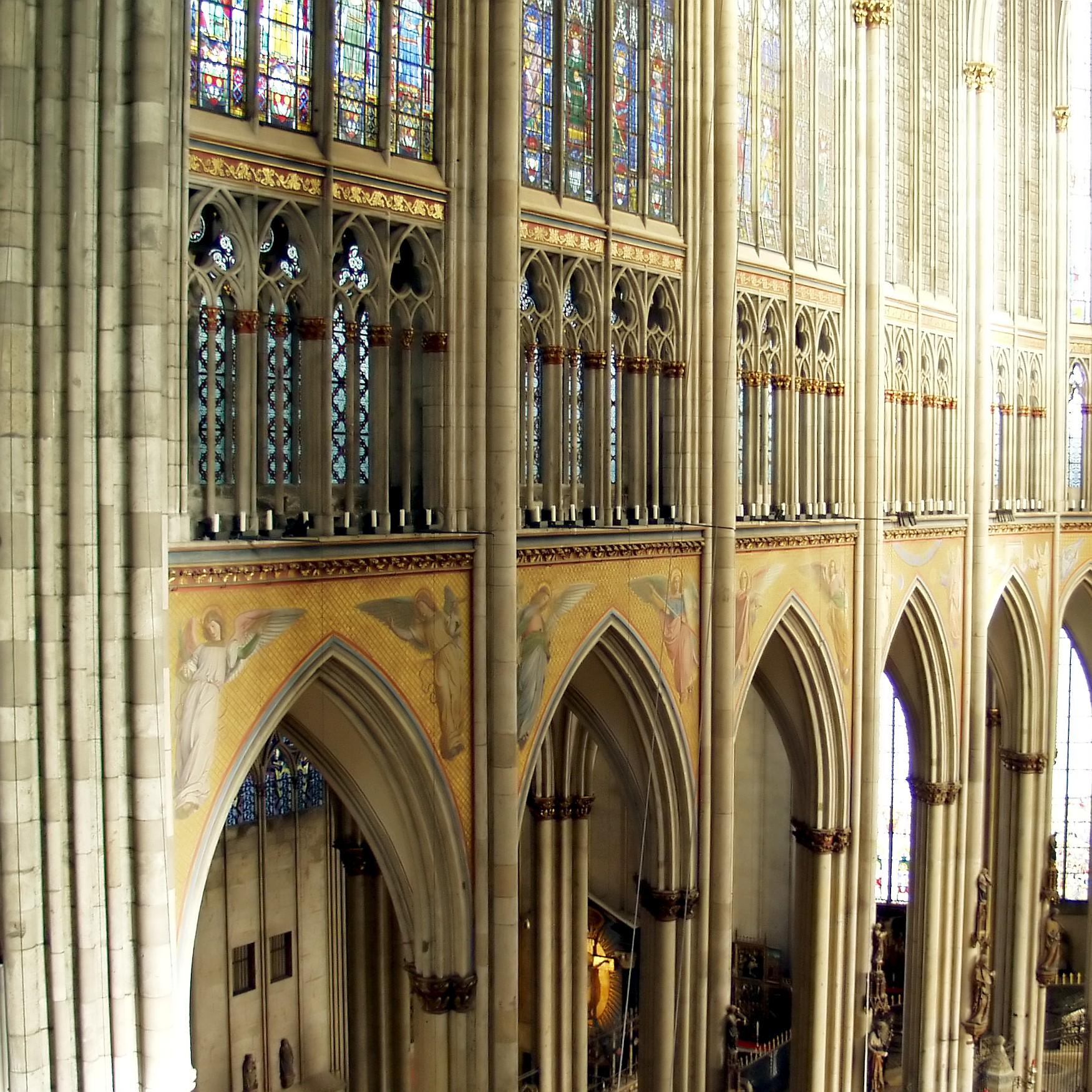
Coloane
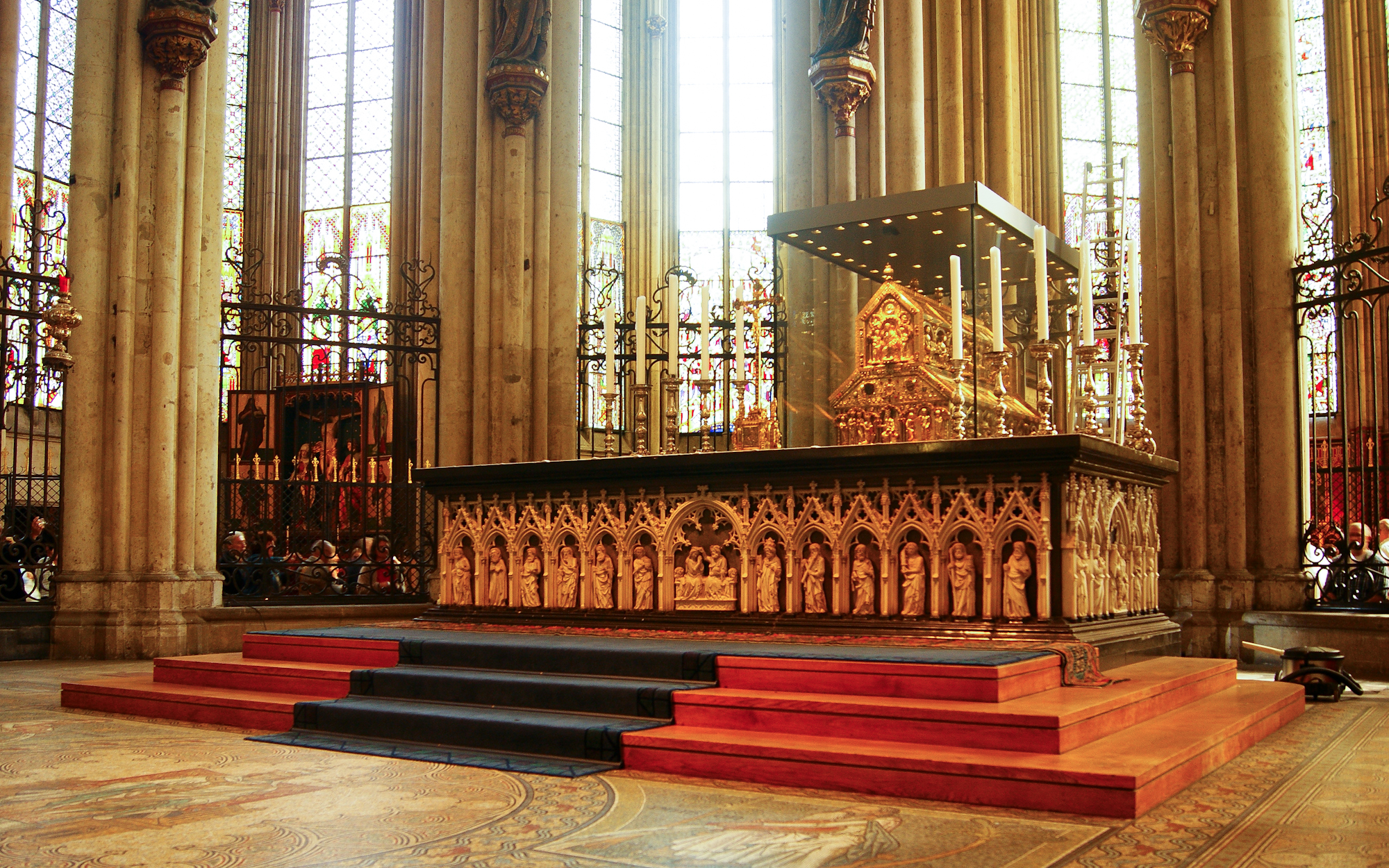
Altarul cu moaştele celor trei magi
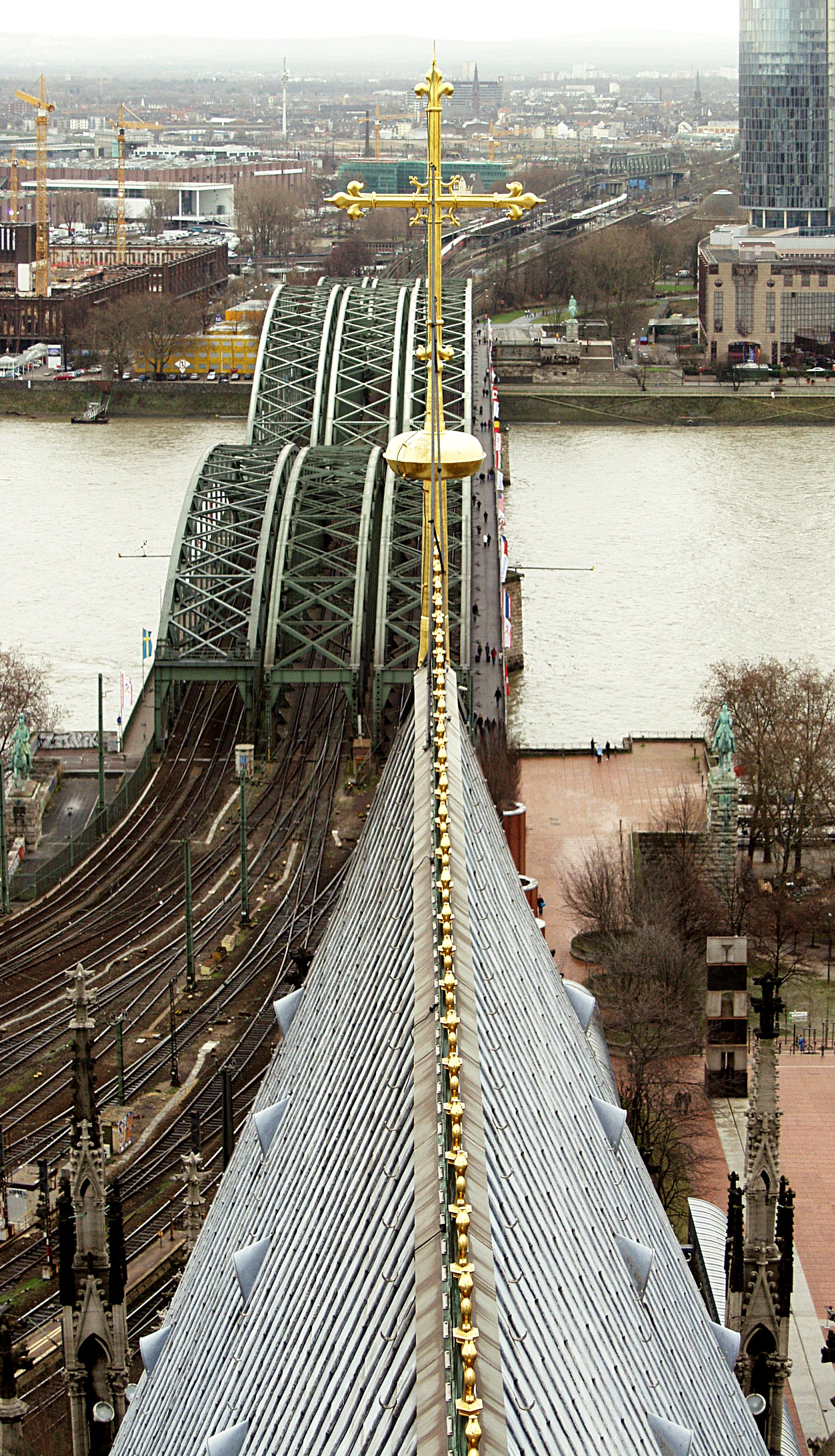
Hohenzollernbrücke văzut de pe acoperișul domului

## Numismatică
Catedrala din Köln figurează pe moneda comemorativă cu valoarea nominală de 2 euro emisă de Germania în 2011.